# Car Nicobar Island
Car Nicobar är den nordligaste ön i ögruppen Nikobarerna.  Arean är 127 kvadratkilometer.
Terrängen på Car Nicobar Island är platt. Den sträcker sig 15,4 kilometer i nord-sydlig riktning, och 12,5 kilometer i öst-västlig riktning.

## Klimat
Tropiskt monsunklimat råder i trakten. Årsmedeltemperaturen i trakten är 24 °C. Den varmaste månaden är mars, då medeltemperaturen är 27 °C, och den kallaste är november, med 23 °C. Genomsnittlig årsnederbörd är 2 986 millimeter. Den regnigaste månaden är september, med i genomsnitt 447 mm nederbörd, och den torraste är mars, med 56 mm nederbörd.